# Passaic (Nova Jérsia)
Passaic é uma cidade localizada no estado americano de Nova Jérsia, no Condado de Passaic.

## Demografia
Segundo o censo americano de 2000, a sua população era de 67.861 habitantes.
Em 2006, foi estimada uma população de 67.974, um aumento de 113 (0.2%).

## Geografia
De acordo com o United States Census Bureau tem uma área de
8,4 km², dos quais 8,1 km² cobertos por terra e 0,3 km² cobertos por água.

## Localidades na vizinhança
O diagrama seguinte representa as localidades num raio de 4 km ao redor de Passaic.